# Карма-йога
Ка́рма-йо́га (санскр. कर्म योग «йога деятельности») — один из основных видов йоги в философии индуизма.
Карма-йога основана на учении «Бхагавадгиты» — священного индуистского писания на санскрите, и её основной смысл состоит в выполнении предписанных обязанностей (дхармы) без привязанности к плодам труда. В результате такой деятельности становится возможным обретение мокши (спасения) или любви к Богу (бхакти). Это происходит посредством выполнения предписанных обязанностей без эгоистических мотивов с единственной целью удовлетворения Бога.

## Этимология
Слово «карма» происходит от санскритского глагола кри, что означает «делать»; в буквальном переводе, карма означает «действие», а йога можно перевести как «объединение» или «единение». Таким образом, дословный перевод термина «карма-йога» — «единение через действие».

## Карма-йога в «Бхагавадгите»
В «Бхагавадгите» содержится сжатое описания процесса карма-йоги. «Бхагавадгита» представляет собой отрывок из другого литературного произведения — «Махабхараты». Это беседа между принцем Арджуной и его другом Кришной, который играет роль колесничего, управляя боевой колесницей Арджуны. Беседа происходит на поле боя, незадолго до начала кровопролитной Битвы на Курукшетре между армиями двух враждующих династий — Пандавов и Кауравов.
Причиной начала беседы является печаль и сомнения Арджуны перед началом решающего сражения, в котором его родственники и друзья присутствуют на обеих сторонах поля битвы. В ответ, Кришна объясняет ряд философских систем йоги, в том числе и карма-йогу, согласно которой Арджуна должен сражаться, выполняя свой долг воина и не беспокоясь о результате.
Карма-йога описывается как путь действия, мышления и желания в согласии с долгом (дхармой) каждого человека без принятия во внимание личных эгоистических желаний и вкусов, как действие без какой-либо привязанности к результатам своих действий, к плодам своего труда.
В «Бхагавадгите», несмотря на то, что из чувства сострадания к своим родственникам и друзьям, находившимся в рядах противника, Арджуна не хотел сражаться, он принял участие в битве ради исполнения своего долга воина и выполнения божественного плана Кришны. Кришна затем объясняет, что Арджуна должен посвятить плоды своих (как плохих, так и хороших) действий Ему, Всевышнему.
Кришна описывает, что выполнение предписанных обязанностей без ожидания результата и эгоистичной мотивации, очищает ум и постепенно возвышает человека до духовного уровня. Кришна также говорит, что для практики духовной жизни нет необходимости уединяться и прекращать всякую деятельность — состояние действия или бездействия является прежде всего состоянием сознания.
Для достижения совершенства жизни, Кришна подчёркивает важность контроля над всеми желаниями ума и над стремлением наслаждаться чувственными удовольствиями. Практика карма-йоги в повседневной жизни посредством выполнения предписанной деятельности и медитации позволяет человеку усилить свой разум, развить интуитивную способность познавать и научиться управлять умом, став трансцендентным к нему.
Карма-йога основывается на принятии и понимании законов кармы и реинкарнации (сансары). Говорится, что человек рождается с определёнными самскарами — как позитивными, так и негативными, которые переносятся индивидуумом из одной жизни в другую и в каждой конкретной жизни побуждают его к определённой благочестивой или греховной деятельности. Этот процесс продолжается до тех пор, пока индивидуум полностью не освобождается от бремени кармы и не достигает мокши.